# Tom Cleverley
Thomas "Tom" Cleverley (Basingstoke, 1989. augusztus 12. –) angol labdarúgó, edző, a Watford menedzsere. 2023-as visszavonulása előtt olyan csapatokat képviselt, mint a Manchester United, a Watford, az Everton és a Wigan Athletic. Eredeti posztja középpályás, de ha kell, hátvédként is képes pályára lépni.

## Pályafutása

### Manchester United
Cleverley 2005 nyarán, 15 évesen került a Manchester United ifiakadémiájára. A 2005–2006-os szezon során kilenc alkalommal léphetett pályára az ificsapatban és 2007 februárjában a tartalékok között is bemutatkozhatott. Néhány héttel később olyan súlyosan megsérült, hogy hét hónapig nem játszhatott.
2007 októberében, a Liverpool tartalékai ellen térhetet vissza. A 2007–2008-as szezontól már állandó tagja volt a tartalékcsapatnak, mellyel megnyerte a Manchester Senior Cup-ot és a Lancashire Senior Cup-ot is. Utóbbi döntőjében gólt is szerzett.
A 2008–2009-es idény előtti felkészülési időszakban ő is a Uniteddel tartott Dél-Afrikába, ahol a Kaizer Chiefs ellen csereként pályára léphetett, és gólt is szerzett. Csapata végül 4–0-ra győzött.
Cleverley első tétmeccsére 2011. augusztus 7-én került sor a városi rivális Manchester City csapata ellen az Angol Szuperkupa döntőjében. A Vörös Ördögök 2–0-s hátrányban mentek a szünetre, majd Ferguson beküldte Cleverleyt a gyengén teljesítő Michael Carrick helyére. A meccset a United új erőre kapva megfordította és 3–2-re módosította a végeredményt amiből Tom egy gólpasszal vette ki részét.

#### Leicester City
2009. január 16-án a Leicester City kölcsönvette Cleverleyt a szezon hátralévő részére. Három nappal később, egy Yeovil Town elleni mérkőzésen mutatkozhatott be. 15 bajnoki meccsen játszott és két gólt szerzett a Rókáknál, mielőtt a Colchester United ellen vállsérülést szenvedett volna, ami miatt vissza kellett térnie a Manchester Unitedhez. Később a Leicester bajnok lett, így ő is megkapta a harmadosztály aranyérmét.

## Sikerei, díjai

### Leicester City
- Harmadosztályú bajnok: 2008–2009

### Manchester United
- Premier League bajnok: 2012–2013
- Szuperkupa győztes: 2011